# Rheumaptera nigrita
Rheumaptera nigrita är en fjärilsart som beskrevs av Hans Rebel 1910. Rheumaptera nigrita ingår i släktet Rheumaptera och familjen mätare. Inga underarter finns listade.